# Elihu B. Washburne
Elihu B. Washburne (n. 23 septembrie 1816 - d. 23 octombrie 1887) a fost un politician american, Secretar de Stat al Statelor Unite în 1869.